# Gasteracantha cancriformis
Gasteracantha cancriformis (лат.) — вид аранеоморфных пауков из семейства пауков-кругопрядов.

## Описание
Особенностью паука является 6 шипов на брюшке для отпугивания хищников. Длина тела самки составляет 5—9 мм, а ширина 10—13 мм. Длина тела самцов — 2—3 мм. Окраска может быть белой, ярко-жёлтой, красной или чёрной. Цвет лапок обычно чёрный. Их окраска зависит местности их обитания.
Питается Gasteracantha cancriformis насекомыми, попавшими в его ловчую сеть. Сеть в диаметре составляет 30 см.
Gasteracantha cancriformis не ядовит.

## Размножение
Самец трясёт паутину самки и таким способом говорит о своём присутствии. После спаривания через 6—7 дней самец умирает. В это время самка начинает плести кокон на внутренней стороне листка, где откладывает от 100 до 260 яиц. После откладывания яиц самка тоже умирает. Продолжительность жизни у самцов 3 месяца, у самок — 1 год. Рождаются паучки в зимнее время и растут 2,5 недели.

## Обитание
Обитает в США (Калифорния и Флорида), Южной и Центральной Америках, а также на Багамских островах.